# Jean-Henri Magne
Pour les articles homonymes, voir Magne.
Jean-Henri Magne, né le 15 juillet 1804 à Sauveterre (Aveyron) et mort le 27 août 1885 à Corbeil (Seine-et-Oise), est un naturaliste français, professeur puis directeur de l'École nationale vétérinaire d'Alfort.

## Biographie
Fils de Pierre-Jean et de Marguerite Calmette, il fut professeur de botanique, d’agriculture et d’hygiène, puis directeur à l’École royale – ou impériale – vétérinaire d’Alfort, ex-professeur à l’École royale vétérinaire de Lyon, membre de la Société vétérinaire du département de la Seine.
Il trouva sa vocation chez Louis-Furcy Grognier qui avait épousé sa sœur Julie.
Il publie beaucoup d'ouvrages, et dirige Le Moniteur agricole, Journal principalement consacré à la production, à l’élevage, à l’éducation, à l’entretien et à l’amélioration des animaux domestiques, publié par une réunion de cultivateurs et de vétérinaires (Paris : au comptoir des imprimeurs-unis, 1848).

## Œuvre
- Principes d'hygiène vétérinaire, ou Règles d'après lesquelles on doit entretenir et gouverner les animaux domestiques, cultiver les fourrages, soigner les prairies, etc., Paris : Labé, Lyon : Savy, Toulouse : Gimet, 1842, in-8°, XIV-608 p. Texte en ligne
- Principes d'agriculture et hygiène vétérinaire, Lyon : J. Micolot, 1842, in-8°, XIV-608 p. ; 2e éd. (refondue), Paris : Labé, et Lyon : Charles Savy jeune, 1845, grand in-8°, VIII-795 p.
- Traité d’hygiène vétérinaire appliquée, ou étude des règles d’après lesquelles il faut diriger le choix, la multiplication, le perfectionnement, l’élevage et l’éducation des animaux domestiques, Paris : chez J.-B. Baillière, chez Labé, et au bureau des Annales de l’agriculture française, et Lyon : chez Savy jeune, et Londres : chez H. Baillière, 1843, 2 vol. in-8° ; Paris : Labé, 1844, 2 vol. in-8°
- Choix des vaches laitières, ou Description de tous les signes à l’aide desquels on peut apprécier les qualités lactifères des vaches, Paris : Comon, 1850, in-12, 96 p. ; 2e éd., Paris : la Maison rustique, 1853, 120 p. Texte en ligne ; 3e éd., Paris : Librairie agricole de la Maison rustique, 1859, in-12, 144 p. ; 4e éd., Paris : Garnier frères, 1864, in-12, 144 p. ; en tout 9 éditions
- Nouvelle flore française, descriptions succinctes et rangées par tableaux dichotomiques des plantes qui croissent spontanément en France et de celles qu'on y cultive en grand avec l'application de leurs propriétés et de leurs usages en médecine, en hygiène vétérinaire, dans les arts et dans l'économie domestique, ouvrage suivi d'une table générale des espèces et de leur synonymes, Paris : Garnier frères, 1863,  XXIV + 775 pages, illustré de 101 planches botaniques gravées, dans le texte. En collaboration avec Claude-Casimir Gillet..
- Étude de nos races d'animaux domestiques et des moyens de les améliorer, suivi Des Règles relatives à l'entretien, à la multiplication, à l'élevage du cheval, de l'âne, du bœuf, du mouton, de la chèvre et du porc, 2e éd., éditions de l'École impériale vétérinaire, 1857, 2 volumes

## Sources
- Ressources relatives à la recherche :   - Biodiversity Heritage Library
  - La France savante
  - Harvard University Herbaria & Libraries
  - International Plant Names Index
  - Isidore
  - Persée
- Ressource relative à la santé :   - Bibliothèque interuniversitaire de santé
- Ressource relative à la vie publique :   - base Léonore
- Ressource relative aux beaux-arts :   - Te Papa Tongarewa
- Notices d'autorité :   - VIAF
  - ISNI
  - BnF (données)
  - IdRef
  - LCCN
  - GND
  - Belgique
  - Pays-Bas
  - Pologne
  - NUKAT
  - Catalogne
  - Vatican
  - Portugal
  - Grèce
  - WorldCat
- Florian Reynaud, Les bêtes à cornes (ou l'élevage bovin) dans la littérature agronomique de 1700 à 1850, Caen, thèse de doctorat en histoire, 2009, annexe 2 (publications)